# Енозіс

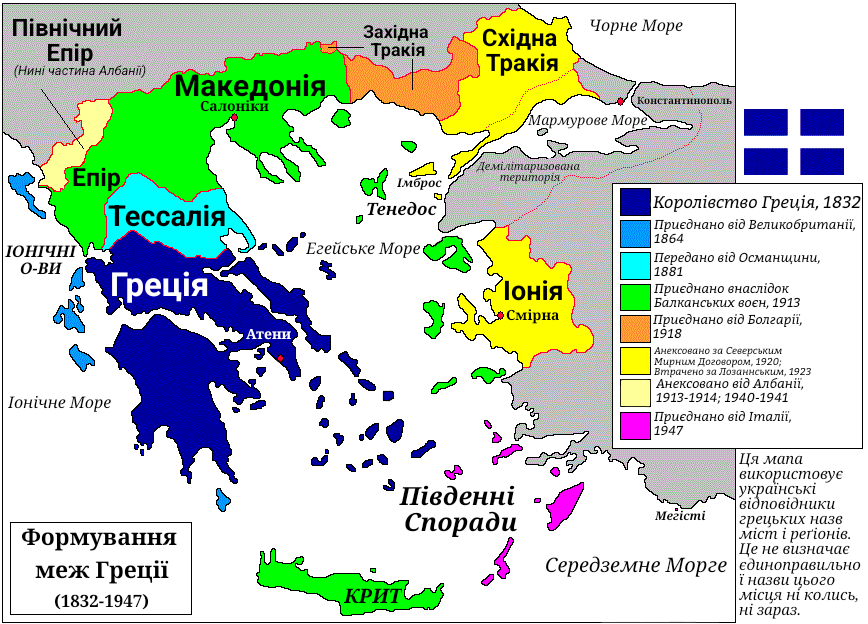
Зростання території Греції у XIX-XX ст.

Ено́зіс (також «еносіс», грец. Ένωσις — союз) — рух за возз'єднання з історичною батьківщиною, а також ідеологічні та військові прагнення до приєднання до суверенної Греції у XIX-ХХ ст. у регіонах з переважаючим грецьким населенням, що знаходилися під управлінням інших держав (передусім, Османської імперії, а пізніше — Туреччини, Великою Британії, Королівства Італія, Болгарії, Албанії та ін.). З одного боку, рух Енозісу посприяв збереженню та відродженню грецької мови та грекохристиянської культури у значній частині Середземноморського регіону, з іншого ж боку, процеси Енозісу призвели до виникнення ряду невирішених конфліктів у регіоні (зокрема, на території Кіпру).
Ідеї Енозісу у першу чергу відповідали інтересам грецьких меншин, що складали більшість населення деяких прилеглих до Греції регіонів сусідніх держав, первинно у боротьбі проти турецького панування. При цьому, у самій Греції ці ідеї також знаходили значні націонал-патріотичні відгуки й пізніше оформилися у Велику ідею Венізелоса — організований план з відродження грецької єдності на зразок колишньої Візантійської імперії.

## Виникнення терміна
Термін Енозіс виник після утворення у 1830 незалежної грецької держави, коли об'єднання з Грецькою республікою стали вимагати Фессалія, Крит, Самос та інші первинно грецькі території, що залишалися під владою Османської імперії. Очолила цей рух православна церква.
У період османського (до 1923 р.) та британського (до 1960 р.) панування рух греків-кіпріотів за об'єднання Кіпру з Грецією сприяло розвитку національно-визвольної боротьби. У 1960-70-х рр. у Республіці Кіпр ідеї енозісу відстоювали націоналістично налаштованими шарами грецької громади, дії яких об'єктивно перешкоджали врегулювання відносин між кіпрським греками і турками, нормалізації стану в державі.